# Snowpiercer
Snowpiercer (설국열차?, Seolgug-yeolchaLR) è un film del 2013 diretto da Bong Joon-ho, tratto dal graphic novel Le Transperceneige, fumetto di fantascienza post-apocalittica, ideato da Jacques Lob e Jean-Marc Rochette.
Il film rappresenta il debutto cinematografico in lingua inglese per il regista sudcoreano Bong Joon-ho.

## Trama
2031. In un mondo decimato da una nuova era glaciale, causata da esperimenti falliti per fermare il riscaldamento globale, un gruppo di sopravvissuti rimane in vita all'interno di un treno, lo "Snowpiercer", che continua a spostarsi intorno alla Terra e si procura l'energia necessaria attraverso un apparente motore perpetuo. Il treno è un microcosmo di società umana diviso in classi sociali: i più poveri vivono nelle ultime carrozze, dove si nutrono esclusivamente di barrette "proteiche" che vengono loro date; i più ricchi nei vagoni anteriori. La convivenza tra loro sfocia inevitabilmente in lotte e rivoluzioni. I poveri sono continuamente oppressi dalla milizia di coloro che risiedono nella testa del treno, che rapiscono i loro bambini per farli lavorare come loro schiavi e facendoli vivere privi di igiene e di alimenti, punendo qualsiasi tentativo di ribellione.
Curtis, insieme all'amico Edgar e all'anziano Gilliam, decide di ribellarsi all'oppressione dei soldati e di condurre una rivolta fino alla locomotiva, con l'intento di uccidere lo stesso creatore del treno, Wilford. Una volta scoperto che le armi dei militari in realtà sono ormai scariche, Curtis ed Edgar, sostenuti dall'acrobatico Grey, da Tanya, a cui hanno portato via il figlio, dal menomato Andrew e da un infiltrato segreto che li aiuta inviando loro misteriosi messaggi, danno il via alla ribellione. Giunti al «vagone prigione», l'infiltrato, tramite un biglietto, consiglia di liberare un prigioniero che potrebbe essere loro d'aiuto per l'apertura delle porte di accesso agli altri vagoni. Curtis segue il consiglio e libera due prigionieri: Namgoong Minsu e sua figlia Yona. I due accettano di unirsi a loro in cambio di due cristalli di droga per ogni porta che riusciranno ad aprire.
Yona ben presto rivela i propri poteri chiaroveggenti. Scopre infatti che dietro una porta si trovano decine di soldati, ma non fa in tempo a fermare il padre, che apre la porta dando il via a una cruenta battaglia. Nella battaglia Curtis si trova di fronte a una scelta: salvare Edgar oppure catturare Mason, donna rispettata e autoritaria che risiede nella sezione di testa; a malincuore decide di catturare la donna, lasciando morire l'amico. I ribelli, con la cattura di Mason e il massacro di molti soldati, si trovano momentaneamente in vantaggio. Sapendo che i suoi uomini sono sfiniti dalla precedente battaglia, Curtis decide di proseguire soltanto con Yona, Minsu, Tanya, Grey ed Andrew, portando con loro Mason in catene e lasciando Gilliam nella sezione di coda.
Superati i vagoni acquario, ristorante e serra, il gruppo arriva a un vagone simile a una scuola. Qui scoprono che ai figli dei ricchi viene insegnata una quantità di fandonie, facendo loro credere che il treno è l'unico posto sicuro al mondo e che se cercheranno di fuggire pagheranno con la vita quel gesto. Il gruppo viene improvvisamente attaccato da un inserviente e dall'insegnante della «scuola», che uccide Andrew, prima di venire a sua volta uccisa da Grey. La situazione inizia a degenerare: un gruppo di soldati riesce a raggiungere la coda, mettendo spalle al muro i passeggeri e uccidendo Gilliam, mentre Curtis, a sua volta, uccide Mason.
Curtis decide di proseguire con i pochi alleati che gli sono rimasti. Giunti in una sorta di vagone sauna, il gruppo viene attaccato alle spalle e il nemico mira specialmente a Yona. Il gruppo riesce a scongiurare anche quest'altra minaccia, ma Grey e Tanya perdono la vita. Curtis, Yona e Minsu, gli unici sopravvissuti, proseguono verso la locomotiva, dove c'è un decadimento totale dell'umanità. Qui infatti trovano decine di giovani «ricchi» alle prese con un'orgia continua a base di alcool e droga.
Arrivati all'ultima porta, Yona sviene e Minsu inizia un dialogo con Curtis, il quale gli rivela le sue colpe: egli non è un eroe, in passato ha ucciso la madre di Edgar ed era pronto a uccidere anche lo stesso ragazzo pur di soddisfare la sua fame. Gli rivela inoltre come Gilliam abbia donato il suo braccio pur di salvare il piccolo Edgar ancora in fasce. Minsu afferma invece che secondo lui la locomotiva dovrebbe essere distrutta, in quanto ha notato che alcune costruzioni all'esterno precedentemente coperte dalla neve sono ora visibili, segno che il ghiaccio si sta sciogliendo e che fuori potrebbe esserci ancora vita. Ha inoltre preparato una bomba con la droga, ottenuta per far saltare la porta di uscita in quel vagone, ma, quando cerca di posizionarla, una donna esce dalla porta e gli spara, invitando poi Curtis a entrare nella locomotiva.
Curtis è costretto ad accettare e incontra finalmente Wilford, il quale gli rivela che è lui "l'uomo che l'ha aiutato dietro le quinte". Per tutti questi anni si era sempre tenuto in contatto con Gilliam, allo scopo di attuare ciclicamente una ribellione quando nel treno si verificava una situazione di sovraffollamento che metteva in pericolo l'esistenza di tutti. Wilford cerca poi di convincere Curtis a diventare il nuovo capo della locomotiva.
Mentre Minsu, ferito, è impegnato in una lotta con un gruppo di persone appartenente alla testa del treno, Yona raggiunge Curtis, chiedendogli un fiammifero per far detonare la bomba. Curtis è inizialmente titubante, ma quando la ragazza gli mostra che il figlio di Tanya è costretto a lavorare in uno spazio ristrettissimo al di sotto del pavimento per la manutenzione della locomotiva, ritorna in sé. Yona riceve il fiammifero, mentre Curtis salva il bambino, sacrificando un suo braccio. Allo scoppio della bomba, Curtis e Minsu stringono tra loro Yona e il bambino, facendo loro da scudo.
Lo scoppio della bomba provoca un'enorme valanga nelle vicine montagne innevate, che colpisce il treno facendolo deragliare. Molti vagoni cadono in un precipizio, altri rimangono sepolti nella neve. Tutti i passeggeri, inclusi Curtis, Minsu e Wilford muoiono. Solo Yona e il bambino riescono a sopravvivere, uscendo all'aria aperta. Scoprono allora che la teoria di Minsu riguardo al progressivo termine di questa era glaciale era corretta: la ragazza e il bambino vedono un orso bianco che li guarda da lontano, rivelando che la vita all'esterno è di nuovo possibile.

## Produzione
Verso la fine del 2004, Bong si recò nella sua abituale fumetteria a Seul durante la pre-produzione del suo monster movie The Host e vi scovò il fumetto francese Le Transperceneige di Jean-Marc Rochette e Benjamin Legrand, terminando di leggere l'intera serie stando in piedi di fronte allo scaffale dove l'aveva trovato. Bong, rimasto affascinato dalle idee presenti nel fumetto, lo mostrò al produttore del suo ultimo film Memories of Murder, il quale tuttavia rifiutò il progetto in quanto non interessato alla fantascienza, sicché successivamente Bong decise di porre il fumetto all'attenzione del suo amico regista Park Chan-wook, che ne rimase a sua volta ispirato.
Nel 2005 la casa di produzione di Park, la Moho Films, si assicurò i diritti cinematografici del fumetto per avviarne la realizzazione con Bong. Nelle intenzioni del regista, il film avrebbe dovuto essere realizzato nel 2005, prima di The Host.
Con un budget di 38,2 milioni di dollari, Snowpiercer divenne la produzione coreana più costosa di sempre.

### Regia
Inizialmente il regista mirava ad un'uscita del film nel 2011. Nel 2008 uno sceneggiatore coreano era stato ingaggiato per scrivere la prima bozza della sceneggiatura.
Sottolineando il desiderio di raggiungere un più vasto pubblico mondiale, il regista si espresse dicendo: «Ciò che ho in mente è di fondere caratteristiche multietniche. La storia avrà un tono simile all'Arca di Noè (della Bibbia). Potrei ingaggiare attori coreani, attori anglofoni e attori giapponesi, cinesi o altri attori asiatici. Non sto cercando una produzione multinazionale fine a se stessa né un film con slogan pubblicitari che dicano "internazionale" in ogni dove».

### Cast
Snowpiercer coinvolge un ricco cast di attori di rilievo, quali Chris Evans, Tilda Swinton, John Hurt, Jamie Bell, Song Kang-ho, Octavia Spencer ed Ed Harris (che aveva già recitato in un ruolo simile: era il regista Christof in "The Truman show"). Ad eccezione di Song Kang-ho, per gli attori si tratta della prima esperienza sotto la guida del regista Bong Joon-ho.

### Riprese
La produzione iniziò il 16 aprile 2012 e le scene furono girate interamente a Praga, nella Repubblica Ceca. Le riprese terminarono ufficialmente il 14 luglio 2012, mentre la post-produzione venne avviata in Corea del Sud.

## Colonna sonora
La colonna sonora è stata composta da Marco Beltrami.

## Promozione

### Locandine
Il 2 gennaio 2013 è stato reso disponibile il primo teaser poster che mette in rilievo il cast principale del film.
Il 6 febbraio 2013 esce il primo poster che mostra John Hurt in mezzo ai passeggeri del treno.
Il 5 aprile 2013 si diffondono sulla rete i passport character del film, che, sebbene riportino la maggior parte delle generalità in coreano, rivelano i nomi dei personaggi principali e a quale classe appartengono.
Il 15 aprile 2013 vengono diffusi su internet nove character poster per il mercato coreano, che mostrano i protagonisti del film.

### Filmato promozionale
Il primo trailer del film è uscito il 12 giugno 2013.

## Distribuzione
Il 9 novembre 2012 la Weinstein Company annunciò di aver ottenuto i diritti di distribuzione da CJ Entertainment, confermando l'uscita del film negli Stati Uniti d'America, Regno Unito, Australia, Nuova Zelanda e Sudafrica.
Il 12 giugno 2013 la Weinstein Company fissò una data di uscita per il 1º agosto 2013. In Italia il film è stato distribuito nelle sale da Koch Media a partire dal 27 febbraio 2014.

## Riconoscimenti
- 2014 - National Board of Review of Motion Pictures
  - Migliori dieci film indipendenti
- 2015 - Satellite Award
  - Candidato per la migliore attrice non protagonista a Tilda Swinton
  - Candidato per il miglior suono a Anna Behlmer, Mark Holding, Taeyoung Choi, Terry Porter
  - Candidato per i migliori effetti visivi a Eric Durst
- 2015 - Saturn Awards[13]
  - Candidato per il miglior film d'azione/avventura

## Accoglienza

### Incassi
Il film ha incassato 4563650 $ in Nord America e 82195262 $ nel resto del mondo, per un totale di 86758912 $.

### Critica
Su Rotten Tomatoes ha ottenuto il 94% di recensioni positive, con una media dei voti di 8,10 su 10 basata su 258 critiche, mentre su Metacritic ha un punteggio di 84 su 100 basato su 38 valutazioni.

## Opere collegate
Nel maggio 2020 il canale statunitense TNT distribuisce una serie televisiva omonima in cui il regista Bong Joon-ho figura tra i produttori esecutivi. La serie è ambientata 8 anni prima degli avvenimenti del film.